# Don Percebe y Basilio, cobradores a domicilio
Don Percebe y Basilio, cobradores a domicilio va ser una sèrie d'historietes còmiques sobre una parella de cobradors creada per Rojas de la Càmera per a les revistes DDT i Mortadelo de l'Editorial Bruguera el 1971, que va comptar posteriorment amb l'ajuda ocasional d'Armand Matías i Guiu als guions.

## Trajectòria editorial
A part d'a DDT i a Mortadelo, Don Percebe y Basilio, cobradores a domicilio va aparèixer en molts altres còmics de l'editorial, com a Super Mortadelo, Bruguelandia, Mortadelo Especial i Super DDT.

## Argument i context
Com el seu nom indica Don Percebe i Basilio són els dos integrants d'una molt modesta empresa de cobraments. Don Percebe és el cap; calb, malhumorat i amb un sempitern pur a la boca i Basilio és l'únic empleat, un home ros, amb bigotet sota un nas enorme, baixet i tímid.
Quan encara era habitual comprar molts articles de consum a terminis, la figura del cobrador a domicili era un element important a la cadena comercial. La seva obligació era passar a cobrar casa per casa els terminis pactats, i aquesta és la difícil feina dels protagonistes d'aquesta sèrie. Les personalitats oposades de Percebe i Basilio aportaven un leitmotiv ben interessant a les historietes: el primer sempre es mostrava seriós i taciturn, i només somreia quan acomplia el seu objectiu; en Basilio era el protagonista dels gags i qui solia endur-se les garrotades tot i que, per altra banda, sovint demostrava tenir més picaresca que el seu cap.
Sovint, els trucs i enganys emprats pels clients per tal de no pagar els rebuts recorden les historietes de Vázquez, tot i que l'estil i la manera en què s'aborda el tema són radicalment oposats.

## Valoració
Per a l'investigador Antoni Guiral, Don Percebe y Basilio, cobradores a domicilio és una sèrie molt professional, d'un gran dinamisme.